# جون غان (سياسي كندي)
جون غان هو سياسي كندي، ولد في 8 أغسطس 1826، وتوفي في 10 سبتمبر 1898.